# 멀미용 봉투

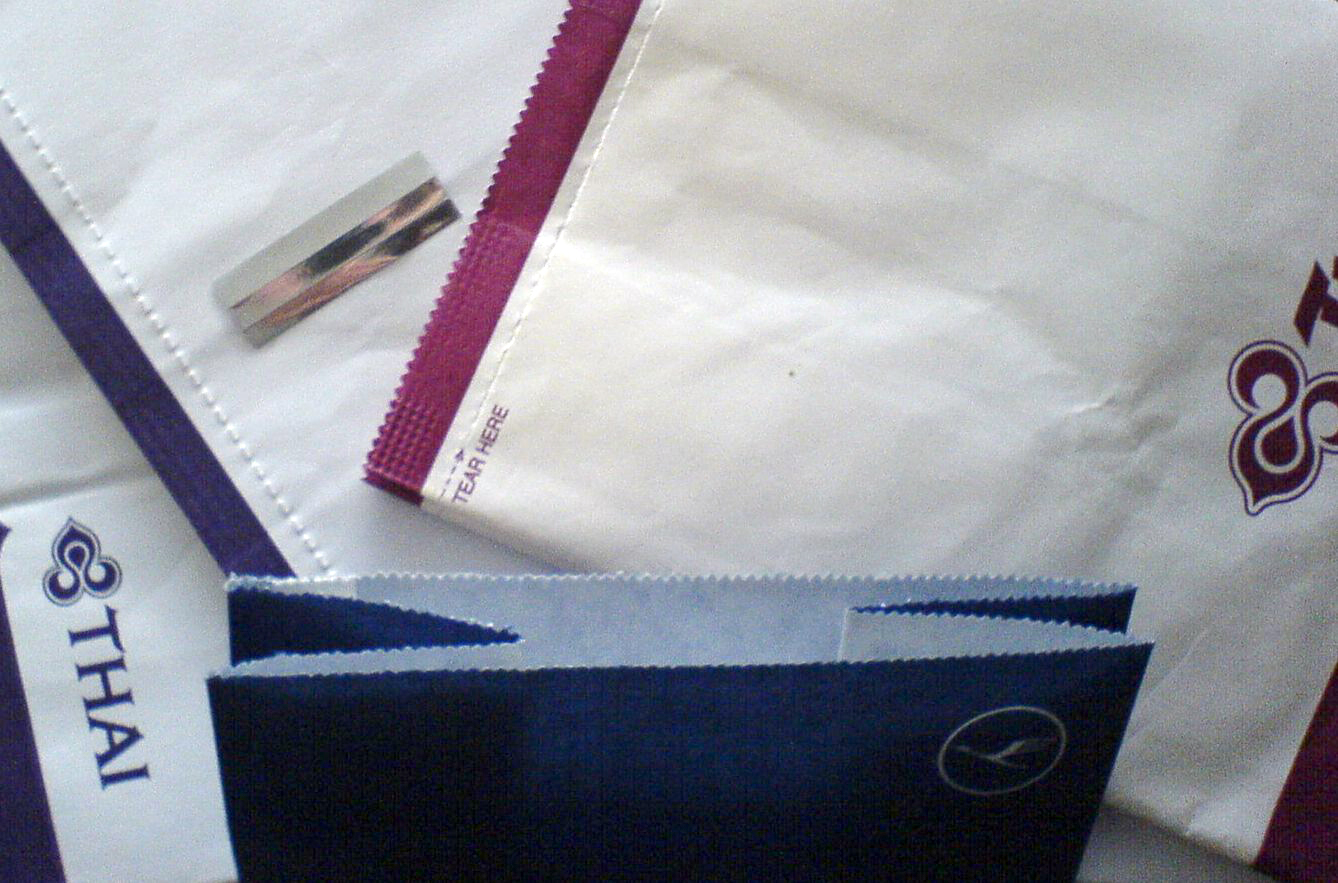
타이 항공과 루프트한자의 멀미용 봉투

멀미용 봉투는 배나 항공기 등의 멀미가 날 수 있는 교통수단에 비치되어 있는 봉투이다.

## 역사
비닐 안감을 댄 비행기 멀미용 봉투는 발명가인 길모어 쉬젤달(Gilmore Schjeldahl)이 1949년 노스웨스트 항공을 위해 만들었다. 이전에는 왁스칠한 종이나 카드로 만들었다. 현대적 봉투는 여전히 주로 플라스틱 안감을 댄 종이로 만들어지지만, 이제는 상당 부분이 완전히 플라스틱으로 만들어진다.

## 같이 보기
- 기내지